# Daleki Wschód
Daleki Wschód – nazwa stosowana na określenie obszaru wschodniej Azji, ciągnącego się wzdłuż wybrzeży Pacyfiku. Najczęściej do tego regionu zalicza się Japonię, Koreę Południową, Koreę Północną, Republikę Chińską (Tajwan) oraz wschodnie tereny Chińskiej Republiki Ludowej. Niekiedy włącza się również Mongolię, kraje Azji Południowo-Wschodniej położone na Archipelagu Malajskim i Półwyspie Indochińskim, wschodnie obszary Rosji oraz rzadko Tybet.
Daleki Wschód jest najludniejszym regionem świata: na obszarze ponad 5 mln km² zamieszkuje tu blisko 2,1 mld osób (2012).